# Ева Илуз
Ева Илуз (арапски: إيفا اللوز ; јеврејски: אווה אילוז) (рођена 30. априла 1961. у Фесу, Мароко) је професорка социологије на Јеврејском универзитету у Јерусалиму. Била је члан Института за напредне студије Wissenschaftskolleg у Берлину 2008. године. У октобру 2012. године изабрана је за прву жену председника Безазел академије за уметност и дизајн, одакле се повукла у децембру 2014. године. Била је професор Школе за напредне студије друштвених наука у Паризу 2016. године.

## Биографија
Ева Илуз је рођена у Фесу, Мароко и са 10 година се преселила у Француску. Дипломирала је на социологији, комуникацијама и књижевности у Паризу, мастерирала књижевност на Паризу Х и мастерирала је комуникацију на Јеврејском универзитету.
Од 1986. до 1991. је студирала комуникације и студије културе у Аненберг школи за комуникације на Пенсилванијском универзитету у Филаделфији, где је одбранила докторат. Ментор јој је био Лери Грос, садашњи директор те установе. Предавала је на универзитету у Тел-Авиву све до 2000. године када је прешла на Јеврејски универзитет у Јерусалиму. Била је члан Центра за студије рационалности на Јеврејском универзитету, чији је управник био професор Израел Аутман. Сада држи Роуз Ајзак Катедру за социологију на Јеврејском универзитету у Јерусалиму.
Била је члан Wissenschaftskolleg 2008. године. Од 2012. до 2015. била је прва жена председник на Безазел академији за уметност и дизајн. Од 2015. је директорка Школе за напредне студије у Паризу. Била је гостујући професор на универзитету у Цириху 2016, а 2019. ће бити гостујући професор на универзитету у Билефелду. Ева Илуз је ауторка 12 књига и често објављује чланке за водеће новине као што су Ha'aretz, Le Monde и Die Zeit.

## Истраживања
Илузова се од своје докторске дисертације надаље фокусирала на теме које се по својој области изучавања налазе на пресеку изучавања емоција, културе и комуникације.

### Капитализам и емоционални обрасци
Доминантна тема тема њених истраживања су начини на које је капитализам трансформисао емотивне обрасце у доменима производње и потрошње.

#### Романса и роба
Прва књига Еве Илуз се тиче комодификације романсе и романтизације робе. Анализирајући велики број реклама у женским часописима који датирају из 1930. године, ауторка је дошла до закључка да су култура маркетинга и филмска индустрија представиле производе масовне потрошње као средство за достизање емотивних искустава и нарочито искуства романсе. Робни производи су представљени као нешто што омогућава људима да искусе љубав и романсу. Други значајан процес представља комодификација романсе, процес у коме је 19-вековна пракса у којој су се момак и девојка виђали претежно у дому девојке замењена феноменом забављања: излазака у којима се конзумира растућа индустрија забаве и слободног времена. Романтични сусрети се више нису одвијали у кући, већ су се изместили у сферу потрошачке рекреативне индустрије, а последица тога је то што је романтична љубав претворена у средство за потрошњу добара произведених у оквиру те индустрије.

#### Хладне интимностииСпашавајући модерну душу
У ове две књиге, Илузова разматра улогу емоција у домену економске продукције. Илузова истиче да су психолози унајмљени од стране америчких корпорација како би повећали продуктивност и омогућили боље управљање радном снагом, а то су успели тако што су спојили емоције, с једне, и економију, с друге стране. Кроз спајање емоција са економском делатношћу дошло се до радикално другачије перцепције процеса производње. Било у производњи или потрошњи, емоције су мобилизоване, преиспитиване и обликоване од стране економских сила, конструишући на тај начин савремене грађане као истовремено и емотивне и економске актере.

#### Улога популарне клиничке психологије у конструисању модерног идентитета
Илузова сматра да је психологија играла кључну улогу у стварању модерног идентитета и обликовања модерног емотивног живота: од 1920. до 1960. клинички психолози су обављањем својих делатности унутар војски, корпорација, школа, друштвених услуга, медија, одгајања деце, сексуалности, брака и цркве постали доминантна друштвена група. У свим овим областима, психологија је постала врховни ауторитет приликом објашњавања људске патње тако што је нудила технике и методе помоћу којих је ту патњу могуће отклонити. Психолози су највише допринели ширењу дискурса личног раста и развоја у 20. веку. Психологија је трансформисала оно што су претходно биле моралне категорије у болести и патологије и као таква може бити схваћена као део опште медикализације друштвеног живота. Оно што је заједничко овим темама којима се Илузова бавила јесте тврдња да љубав и психичко здравље представљају утопије у којима модерни субјекти могу да пронађу своју срећу, да се оба могу достићи кроз потрошњу и да су у њима лоциране тежње и аспирације савременог друштва. У том смислу, преовлађујућа тема њеног рада се може описати као истраживање начина на које утопија среће долази у додир са утопијом потрошње.

#### Трансформација структуре и екологије избора
Појам избора је централна тема њене књиге Зашто љубав боли. У њој, ауторка износи помало контраинтуитивну тврдњу да се управо помоћу њега може објаснити трансформација љубави у модерном добу. Илузова избор посматра као дефинишућу културну карактеристику модерности зато што у економском и политичком домену, он отеловљује два концепта која су нужна за практиковање слободе: рационалност и аутономију. Ауторка потом овај увид пребацује у домен емоција и проучава разне механизме помоћу којих се избор партнера у модерном добу променио, као и начине на које се променила структура воље и емоција партнера који се сусрећу у тржишној атмосфери. На тај начин, избор постаје најснажнији културни и институционални вектор који нам помаже при разумевању савременог индивидуализма. Пошто је избор интринсичан модерној индивидуалности, како и због чега људи бирају да ли ће ући у везу је питање које је кључно за разумевање љубави као емоције и као односа.
Овај приступ се разликује од оног којим се служе економисти и психолози који сматрају да је избор природна одлика рационалности, фиксна и непроменљива способност ума, могућност да се процењују разне опције и да се дела у складу са претходно установљеним приоритетима. Међутим, избор је, како ауторка истиче, било посматрано уопштено или конкретно, условљен културом баш као и сви остали аспекти човековог делања. Илузова се овој теми нарочито посветила након што је постала члан Центра за студије рационалности на Јеврејском универзитету 2006. године.

## Објављени радови
- 1997: Consuming the Romantic Utopia: Love and the Cultural Contradictions of Capitalism. Berkeley: University of California Press. 2009. ISBN 978-84-96859-53-1.. (371 pp.). (Trad. esp.: El consumo de la utopía romántica, Buenos Aires/Madrid, Katz editores S.A. )
- 2002: The Culture of Capitalism (in Hebrew). Israel University Broadcast (110 pp.).
- 2003: Illouz, Eva (2003). Oprah Winfrey and the Glamour of Misery: An Essay on Popular Culture. Columbia University Press. ISBN 978-0-231-11812-5.. Columbia University Press (300 pp.).
- 2007: Illouz, Eva (2007). Cold Intimacies: The Making of Emotional Capitalism. Katz Editores. ISBN 978-84-96859-17-3.. Polity Press. London. (Trad. esp.: Intimidades congeladas, Buenos Aires/Madrid, Katz editores S.A. )
- 2008: Illouz, Eva (4. 3. 2008). Saving the Modern Soul: Therapy, Emotions, and the Culture of Self-Help. University of California Press. ISBN 978-0-520-25373-5./ The University of California Press.
- 2012: . Illouz, Eva (5. 6. 2012). Why Love Hurts: A Sociological Explanation Polity. Polity. ISBN 978-0-7456-6152-0.. (appeared first in German: Illouz, Eva (2011). Warum Liebe weh tut. Suhrkamp. ISBN 978-3-518-29657-8.. Suhrkamp Verlag, Berlin . ).
- 2014:. Hard Core Romance: Fifty Shades of Grey, Best Sellers and Society. University of Chicago Press. 22. 5. 2014. ISBN 978-0-226-15369-8.. (in German:. Die neue Liebesordnung: Frauen, Männer und Shades of Grey. Berlin: Suhrkamp Verlag. 2013. ISBN 978-3-518-06487-0.)
- 2015:. Israel – Sociological Essays. Berlin: Suhrkamp Verlag. 2015. ISBN 978-3-518-12683-7.
- 2018: Emotions as Commodities: How Commodities Became Authentic. ISBN 978-1-138-62823-6.. Routledge.  (appeared first in German:. Wa(h)re Gefühle – Authentizität im Konsumkapitalismus. Berlin: Suhrkamp Verlag. 2018. ISBN 978-3-518-29808-4.)
- 2018:  Oxford University Press, forthcoming (appeared first in German: „Unloving: A Sociology of Negative Relations.”. Warum Liebe endet – Eine Soziologie negativer Beziehungen. Berlin. ISBN 978-3-518-58723-2.. Suhrkamp Verlag. )
- 2018: . Polity Press, forthcoming (appeared first in French: „. Polity Press, forthcoming (appeared first in French”. Happycratie: Comment l'Industrie du Bonheur contrôle notre vie. ISBN 979-1-09-484176-1.. Premier Parallèle Editeur, Paris. )
- 2011: Who needs democracy anyway?, Haaretz.
- 2011: Neutrality is political, Haaretz.
- 2011: A collapse of trust, Haaretz.